# Ambrosina bassii
Ambrosina bassii ist die einzige Art der monotypischen Pflanzengattung Ambrosina und der Ambrosineae innerhalb der Familie der Aronstabgewächse (Araceae). Sie ist die kleinste Art der Familie der Aronstabgewächse im Mittelmeerraum.

## Beschreibung

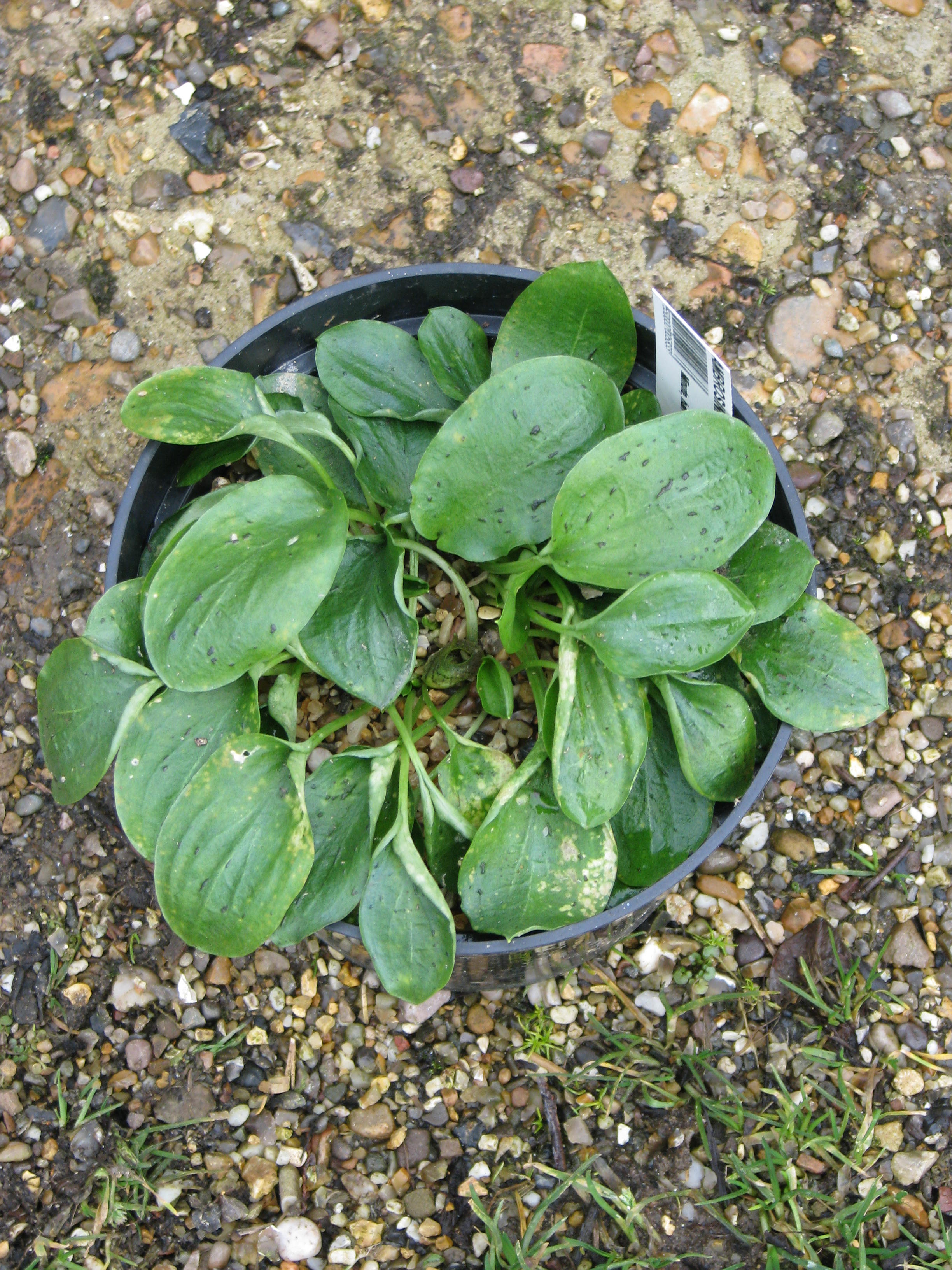
Habitus und Laubblätter

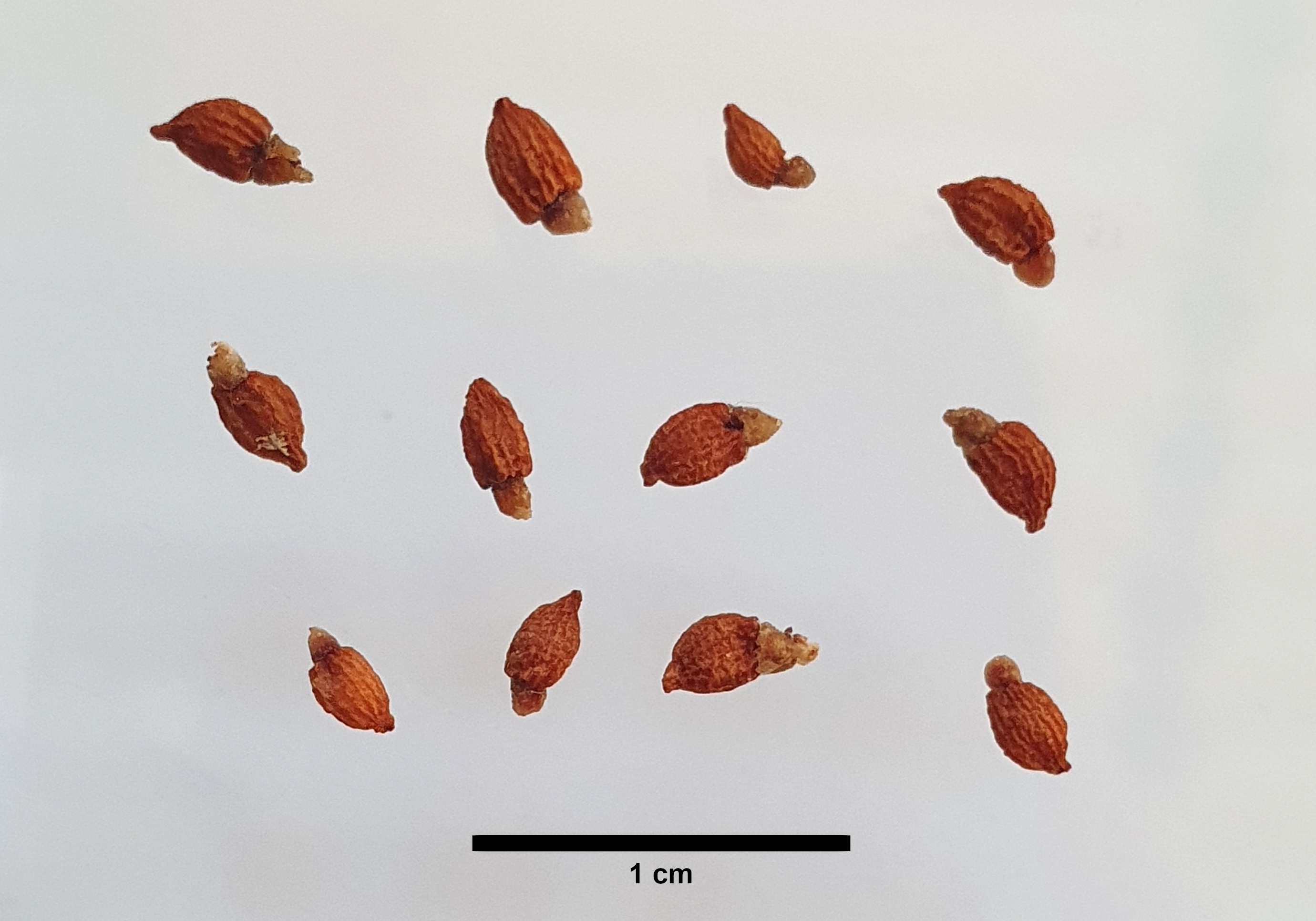
Samen

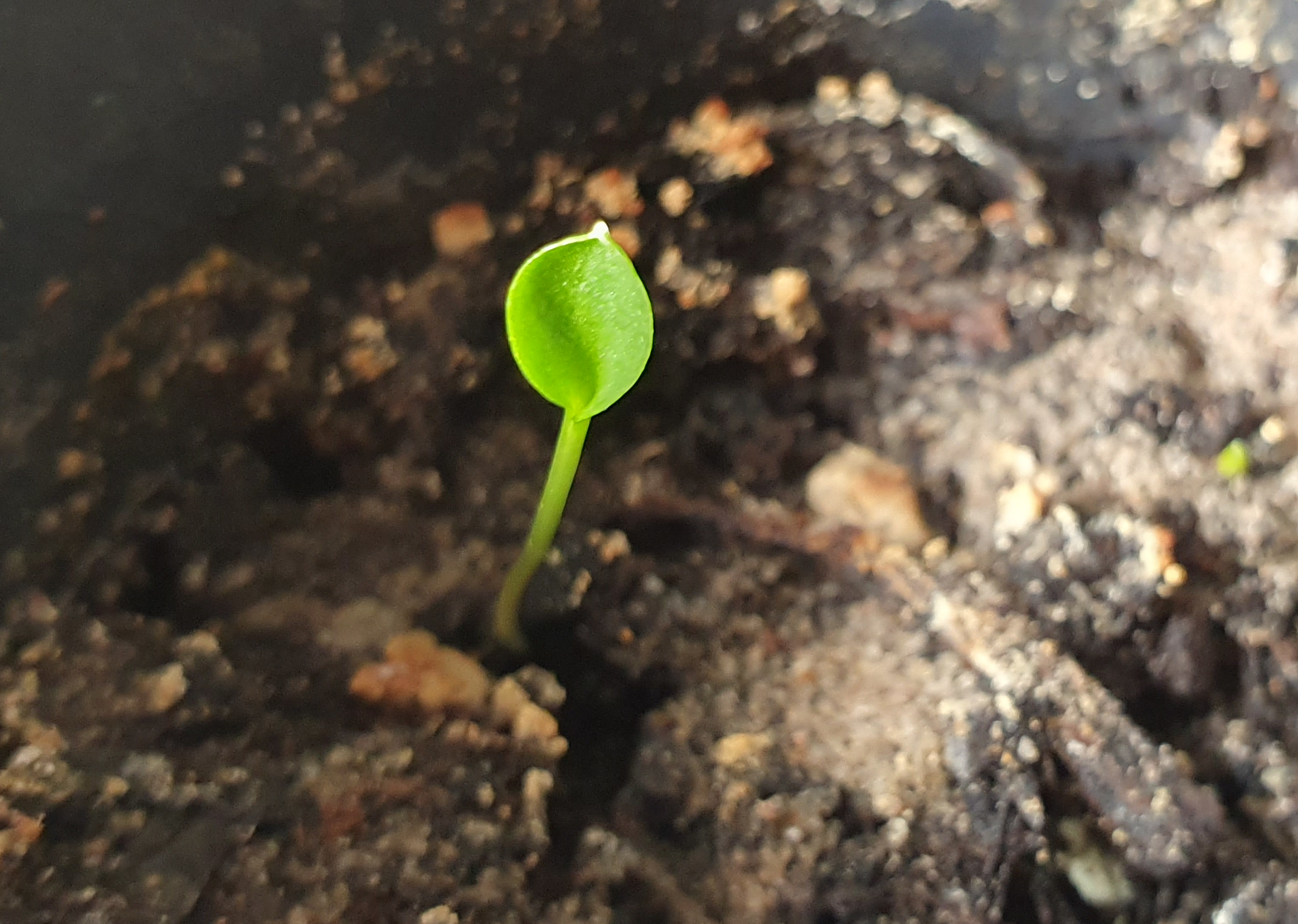
Sämlinge

### Vegetative Merkmale
Ambrosina bassii wächst als ausdauernde krautige Pflanze und erreicht nur Wuchshöhen von etwa 8 Zentimetern. Die Blattspreite ist bei einer Länge von 3,5 bis 6 Zentimetern oval.

### Generative Merkmale
Der Blütenstand ist 2,5 Zentimeter lang. Die ungewöhnliche Spatha ist eiförmig, grünlich-braun, gepunktet. Das Innere der Spatha ist durch die Spadix in zwei Kammern unterteilt. In der einen Kammer befindet sich eine einzige weibliche Blüte, in der anderen acht bis zehn männliche Blüten.
Die Samen besitzen ein Elaiosom, werden aber nur selten ausgebildet, da diese Art eine geringe Reproduktionsrate aufweist.

### Pollen
Die inaperturaten Pollenkörner sind 26–50 µm groß. Sie verbreiten sich einzeln als Monade.

## Ökologie
Die Blütenstände werden von Springschwänzen, Ohrwürmern, Milben der Gattungen Penthaleus oder Bdella und Tausendfüßern besucht.
Die Samen sind für Ameisen attraktiv, da sie über einen essbaren „Anhang“ (Elaiosom) verfügen, welcher die Ameisen dazu veranlasst, die Samen auszubreiten.

### Krankheiten
Das Laub von Ambrosina bassii kann von rötlich-braunen, 0 bis 1 Millimeter großen Blattflecken betroffen sein, die durch den phytopathogenen Pilz Entylomaster dietelianus (Bubák) Vánky & R.G.Shivas (Syn. Entyloma dietelianum Bubák) verursacht werden. In den Blattflecken sind zahlreiche 10–16 µm große Sporen eingebettet. Diese Pilzerkrankung ist spezifisch für die Familie der Aronstabgewächse.

## Populationsgenetik
Ambrosina bassii weist ein hohes Maß an Heterozygotie auf. Durchschnittlich weist das Genom zwei Loci pro Allel auf. Die effektive Populationsgröße ist in natürlichen Populationen gering.

## Systematik
Die Erstveröffentlichung von Ambrosina bassii erfolgte 1764 durch Carl von Linné in Genera Plantarum, 6. Auflage, Seite 579. Synonyme für Ambrosina bassii L. sind: Ambrosina bassii var. angustifolia Guss., Ambrosina bassii var. maculata (Ucria) Parl., Ambrosina bassii var. reticulata (Tineo) Parl., Ambrosina maculata Ucria, Ambrosina nervosa Lam., Ambrosina proboscidea T.Durand & Schinz, Ambrosina reticulata Tineo, Ambrosina velutina Blume ex Heynh.
Ambrosina bassii ist die einzige Art der monotypischen Gattung Ambrosinia. Die Gattung Ambrosinia Bassi wurde 1763 durch Ferdinando Bassi in Ambrosina Nov. Pl. Gen., Seite 3 aufgestellt. Der Gattungsname Ambrosina ehrt die Brüder Bartolomeo Ambrosini (1588–1657) und Giacinto Ambrosini (1605–1671). Ambrosinia ist die einzige Gattung der Tribus Ambrosineae. Die Tribus Ambrosineae Schott wurde 1832 durch Heinrich Wilhelm Schott in Schott und Endlicher: Meletemata Botanica, Seite 16 aufgestellt.
Ambrosina ist eng mit den Gattungen Arisarum, Peltandra und Typhonodorum verwandt. Ambrosina ist die Schwestergruppe von Arisarum, von der sie sich vor etwa 46,1 Millionen Jahren getrennt hat.
Die genauen Verwandtschaftsverhältnisse sind in dem folgenden Kladogramm nach Mansion et al. 2008 dargestellt:
| Ambrosineae | Ambrosina |
|             | Ambrosina |
| Arisareae   | Arisarum  |
|             | Arisarum  |

|  | Typhonodorum |
|  |              |
|  | Peltandra    |
|  |              |

| Ambrosineae | Ambrosina |
|             | Ambrosina |
| Arisareae   | Arisarum  |
|             | Arisarum  |

|  | Typhonodorum |
|  |              |
|  | Peltandra    |
|  |              |

## Vorkommen und Gefährdung
Ambrosina bassii kommt nur auf Korsika, in Süditalien, Tunesien und Algerien vor.
Ambrosina bassii gedeiht in Wäldern an Nordhängen und in humosen Böden, die über Kalkstein liegen.
Ambrosina bassii wird auf der Rote Liste gefährdeter Arten der IUCN als „Least Concern“ = „nicht gefährdet“ eingestuft. In Frankreich ist sie dennoch gesetzlich geschützt.